# Chiang Peng-chien

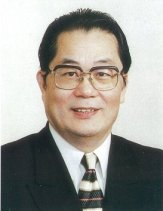
Chiang Peng-chien als Mitglied des Kontroll-Yuan

Chiang Peng-chien (chinesisch: 江鵬堅 Jiāng Péngjiān; taiwanisch: Kang Pêng-kian; * 25. April 1940 in Taipeh; † 15. Dezember 2000 ebenda) war ein taiwanischer Politiker, Gründungsmitglied und erster Vorsitzender der Demokratischen Fortschrittspartei (DPP), Abgeordneter im Legislativ-Yuan und Mitglied des Kontroll-Yuan.

## Frühe Karriere
Chiang Peng-chien wurde zur Zeit der japanischen Herrschaft über Taiwan am 25. April 1940 als sechstes Kind seiner Eltern in Dadaocheng (heute Datong in Taipeh) geboren. 
Chiang studierte von 1958 bis 1964 Rechtswissenschaft an der Nationaluniversität Taiwan und war danach als Anwalt tätig.
Während der autoritären Herrschaft der Kuomintang engagierte sich Chiang als Anwalt für die Rechte politisch Verfolgter und war in der oppositionellen Dangwai-Bewegung aktiv. Nach dem Kaohsiung-Vorfall im Dezember 1979 verteidigte er den beteiligten Oppositionellen Lin Yi-hsiung vor Gericht.

## Politische Laufbahn
Bei einer Nachwahl in Taipeh wurde Chiang am 3. Dezember 1983 ins taiwanische Parlament, den Legislativ-Yuan, gewählt, dem er von 1984 bis 1987 angehörte. Am 10. Dezember 1984 war Chiang Mitbegründer der Taiwanischen Vereinigung für Menschenrechte (台灣人權促進會).
Am 28. September 1986 nahm er an der Gründung der Demokratischen Fortschrittspartei (DPP) teil, zu deren ersten Vorsitzenden er am 10. November gewählt wurde. Er bekleidete das Amt ein Jahr. 
Von 1992 bis 1993 fungierte er als Generalsekretär seiner Partei.
Nachdem Chiang zunächst beabsichtigte, bei der Bürgermeisterwahl von Taipeh 1994 zu kandidieren, verzichtete er später zugunsten von Chen Shui-bian. Im Januar 1995 zog Chiang über die Wahlliste seiner Partei als Ersatz für einen ausgeschiedenen Mandatsträger zum zweiten Mal in den Legislativ-Yuan ein. Sein Mandat wurde bei der nächsten Wahl im Januar 1996 jedoch nicht bestätigt.
Im Jahr 1996 berief Präsident Lee Teng-hui Chiang in den Kontroll-Yuan der Republik China (Taiwan), dem er bis 2000 angehörte.
Im Jahr 2000 erkrankte Chiang an Bauchspeicheldrüsenkrebs und starb am 15. Dezember in Taipeh.